# Vesela (Pleterniceszentmiklós)
Vesela falu Horvátországban, Pozsega-Szlavónia megyében. Közigazgatásilag Pleterniceszentmiklóshoz tartozik.

## Fekvése
Pozsegától 10 km-re délkeletre, községközpontjától 2 km-re északnyugatra, a Pozsegai-medencében, a Pozsegáról Pleterniceszentmiklósra vezető út mentén, Blacko és Pleterniceszentmiklós között, az Orljava jobb partján fekszik. 

## Története
A területén a Gložde-erdőben talált vaskori régészeti leletek tanúsága szerint itt már a történelem előtti időkben is éltek emberek. A mai település csak a 20. század második felében keletkezett. Lakosságát 1971-ben számlálták meg először, akkor 94-en lakták. 1991-ben lakosságának 99%-a horvát nemzetiségű volt. A településnek 2011-ben 159 lakosa volt. 

## Lakossága
| Lakosság változása | Lakosság változása | Lakosság változása | Lakosság változása | Lakosság változása | Lakosság változása | Lakosság változása | Lakosság változása | Lakosság változása | Lakosság változása | Lakosság változása | Lakosság változása | Lakosság változása | Lakosság változása | Lakosság változása | Lakosság változása |
| ------------------ | ------------------ | ------------------ | ------------------ | ------------------ | ------------------ | ------------------ | ------------------ | ------------------ | ------------------ | ------------------ | ------------------ | ------------------ | ------------------ | ------------------ | ------------------ |
| 1857               | 1869               | 1880               | 1890               | 1900               | 1910               | 1921               | 1931               | 1948               | 1953               | 1961               | 1971               | 1981               | 1991               | 2001               | 2011               |
| 0                  | 0                  | 0                  | 0                  | 0                  | 0                  | 0                  | 0                  | 0                  | 0                  | 0                  | 94                 | 108                | 156                | 189                | 159                |